# انتخابات مجلس الأمن التابع للأمم المتحدة 1984
أُجريت انتخابات مجلس الأمن التابع للأمم المتحدة لعام 1984 في الفترة من 22 أكتوبر إلى 18 ديسمبر 1984 خلال الدورة التاسعة والثلاثين للجمعية العامة للأمم المتحدة، التي عقدت في مقر الأمم المتحدة في مدينة نيويورك. انتخبت الجمعية العامة أستراليا والدنمارك ومدغشقر وتايلاند وترينيداد وتوباغو أعضاءً غير دائمين في مجلس الأمن التابع للأمم المتحدة لفترة سنتين تبدأ في 1 يناير 1985. انتخبت مدغشقر وتايلاند وترينيداد وتوباغو لعضوية المجلس للمرة الأولى.

## القواعد
يتألف مجلس الأمن من 15 مقعدا، يشغلها خمسة أعضاء دائمين وعشرة أعضاء غير دائمين. وفي كل عام، يتم انتخاب نصف الأعضاء غير الدائمين لمدة عامين.   ولا يجوز للعضو الحالي أن يترشح على الفور لإعادة انتخابه. 
وفقًا للقواعد التي يتم بموجبها تناوب المقاعد العشرة غير الدائمة في مجلس الأمن بين الكتل الإقليمية المختلفة التي تقسم إليها الدول الأعضاء في الأمم المتحدة تقليديًا لأغراض التصويت والتمثيل،  يتم تخصيص المقاعد الخمسة المتاحة على النحو التالي:
- مقعد للدول الأفريقية ( تشغله زيمبابوي)
- مقعد لبلدان المجموعة الآسيوية (تسمى الآن مجموعة آسيا والمحيط الهادئ)[5] (تشغله باكستان)
- مقعد لأمريكا اللاتينية ومنطقة البحر الكاريبي (تشغله نيكاراغوا)
- مقعدان لمجموعة أوروبا الغربية ودول أخرى (يشغلهما مالطا وهولندا)

ولكي يتم انتخابه، يجب أن يحصل المرشح على أغلبية ثلثي الحاضرين والمصوتين. إذا كان التصويت غير حاسم بعد الجولة الأولى، فسيتم إجراء ثلاث جولات من التصويت المقيد، تليها ثلاث جولات من التصويت غير المقيد، وهكذا، حتى يتم الحصول على نتيجة. في التصويت المقيد، لا يجوز التصويت إلا على المرشحين الرسميين، بينما في التصويت غير المقيد، يجوز التصويت على أي عضو في مجموعة إقليمية معينة، باستثناء أعضاء المجلس الحاليين.

## المرشحون
وقبل الجولة الأولى من الاقتراع، أيد مندوب السويد، باسم مجموعة أوروبا الغربية ودول أخرى، أستراليا والدانمرك.  وكانت المجموعة الأفريقية قد أيدت في السابق إثيوبيا. 
وفي أعقاب الجولة الأولى، شكر مندوب إكوادور الدول الأعضاء التي صوتت لصالح بلده وأكد من جديد أن إكوادور سحبت ترشيحها قبل التصويت. 
وبعد حصولهم على الأصوات في الجولات الخامسة والسادسة والسابعة من التصويت، أكد مندوبو كينيا وتنزانيا والكاميرون أن بلدانهم لم تكن مرشحة.  وقد أيدت تنزانيا صراحة ترشيح إثيوبيا.
وبين الجولتين العاشرة والحادية عشرة من الاقتراع، وبوساطة من منظمة الوحدة الأفريقية، وافقت إثيوبيا والصومال على سحب ترشيحيهما لصالح مدغشقر. وأعلن المندوب الكونغولي رسميا نتيجة هذه المفاوضات، بصفته رئيس المجموعة الأفريقية، قبل الجولة النهائية من الاقتراع. 

## النتيجة

### اليوم الأول
أجريت الجولات الأربع الأولى من الاقتراع في 22 أكتوبر 1984 خلال الجلسة العامة الثالثة والثلاثين للجمعية العامة. 
| الدولة                  | الجولة الأولى | الجولة الثانية | الجولة الثالثة | الجولة الرابعة |
| أستراليا                | 146           | –              | –              | –              |
| الدنمارك                | 145           | –              | –              | –              |
| ترينيداد وتوباغو        | 142           | –              | –              | –              |
| تايلاند                 | 99            | 100            | 103            | 106            |
| إثيوبيا                 | 85            | 84             | 82             | 83             |
| الصومال                 | 70            | 72             | 74             | 72             |
| منغوليا                 | 59            | 54             | 51             | 49             |
| الإكوادور               | 6             | –              | –              | –              |
| النمسا                  | 6             | –              | –              | –              |
| فنزويلا                 | 2             | –              | –              | –              |
| باربادوس                | 1             | –              | –              | –              |
| جمهورية الدومينيكان     | 1             | –              | –              | –              |
| فنلندا                  | 1             | –              | –              | –              |
| ألمانيا الغربية         | 1             | –              | –              | –              |
| هايتي                   | 1             | –              | –              | –              |
| ممتنعون                 | 0             | 1              | 1              | 2              |
| بطاقات الاقتراع الباطلة | 0             | 0              | 0              | 0              |
| الأغلبية المطلوبة       | 105           | 105            | 105            | 104            |

### اليوم الثاني
وأجريت جولات الاقتراع من الخامسة إلى العاشرة في 28 نوفمبر 1984 في الجلسة العامة السابعة والسبعين للجمعية العامة. 
| الدولة                  | الجولة الخامسة | الجولة السادسة | الجولة السابعة | الجولة الثامنة | الجولة التاسعة | الجولة العاشرة |
| إثيوبيا                 | 81             | 77             | 76             | 79             | 78             | 75             |
| الصومال                 | 68             | 66             | 67             | 77             | 72             | 75             |
| تنزانيا                 | 2              | 2              | 3              | –              | –              | –              |
| كينيا                   | –              | 2              | 2              | –              | –              | –              |
| الكاميرون               | –              | –              | 1              | –              | –              | –              |
| ممتنعون                 | 1              | 1              | 1              | 1              | 0              | 0              |
| بطاقات الاقتراع الباطلة | 0              | 1              | 0              | 1              | 2              | 2              |
| الأغلبية المطلوبة       | 101            | 98             | 100            | 100            | 100            | 100            |

### اليوم الثالث
وأجريت الجولة الحادية عشرة والأخيرة من الاقتراع في 18 ديسمبر 1984 في الجلسة العامة 105 للجمعية العامة. 
| الدولة                  | الجولة الحادية عشر |
| مدغشقر                  | 126                |
| كينيا                   | 4                  |
| جزر القمر               | 3                  |
| بوروندي                 | 1                  |
| مالي                    | 1                  |
| المغرب                  | 1                  |
| ممتنعون                 | 11                 |
| بطاقات الاقتراع الباطلة | 0                  |
| الأغلبية المطلوبة       | 91                 |

## روابط خارجية
- وثيقة الأمم المتحدة A/59/881 مذكرة شفوية من البعثة الدائمة لكوستاريكا تحتوي على سجل لانتخابات مجلس الأمن حتى عام 2004